# Tyrrell P34
El Tyrrell P34 (Project 34) fue un monoplaza de Fórmula 1 creado por Derek Gardner, diseñador principal de Tyrrell en los años 70, como respuesta a las nuevas regulaciones que se introdujeron en el campeonato de 1976. El coche usaba ruedas y neumáticos de 10 pulgadas de diámetro en su parte frontal, fabricadas especialmente para el monoplaza, y ruedas normales en su parte trasera. El objetivo de las pequeñas ruedas delanteras era incrementar la penetración del aire, y así conseguir un área frontal menor.
El pequeño diámetro de las ruedas delanteras producía una lógica pérdida de área de contacto entre la goma de los neumáticos y el alquitrán de la pista, y por consiguiente una mala adherencia a la calzada. Para remediarlo, el P34 fue dotado de cuatro ruedas frontales de 10 pulgadas. Gracias a una suspensión de complejo diseño, las cuatro ruedas eran dirigidas en un único conjunto.

## Historia

### En carrera
Su primera participación tuvo lugar en el GP de España de 1976, conducido por Patrick Depailler, y pudo probar ser muy competitivo. Fue tercero en la calificación, aunque tuvo que abandonar la carrera en la vuelta 26 por problemas en los frenos. A lo largo de aquella primera temporada, tanto Jody Scheckter como Depailler fueron capaces de obtener buenos resultados con el monoplaza; pero mientras Depailler elogiaba el coche continuamente, Scheckter manifestaba que la competitividad del vehículo sería solo temporal. Otro factor a tener en cuenta en el rendimiento final del vehículo, fue que los neumáticos especiales de Goodyear no fueron producidos por la marca en cantidad suficiente hasta casi el final de la temporada.
El momento de gloria del P34 llegó en su cuarta carrera, en el GP de Suecia. Scheckter y Depailler finalizaron la carrera primero y segundo, respectivamente. Hasta la fecha, Scheckter ostenta la marca de ser el único piloto de la historia de la Fórmula 1 que ha ganado una carrera conduciendo un coche de seis ruedas. Dejó el equipo al final de la temporada, insistiendo en que  "el seis ruedas era una basura".
En 1977, Scheckter fue remplazado en el equipo por el sueco Ronnie Peterson, y el P34 fue rediseñado con una aerodinámica mejorada. El P34B era más amplio y pesado que su predecesor, y aunque Peterson fue capaz de encadenar algunos prometedores resultados, al igual que Depailler, estaba claro que el coche no era tan bueno como el de la campaña anterior, principalmente debido a que el fabricante de neumáticos no pudo desarrollar adecuadamente los pequeños neumáticos delanteros necesarios para el vehículo.
El peso añadido del sistema de suspensión delantero, junto a los problemas de neumáticos, y el frecuente sobrecalentamiento de los frenos delanteros, problema éste que el vehículo siempre presentó y nunca se pudo solucionar de modo totalmente satisfactorio, fueron las principales causas para finalizar el proyecto. El desarrollo del P34 finalizó en 1978, y con ello, un capítulo memorable de la historia de la Fórmula 1 llegaba a su fin.
Recientemente, el P34 ha sido visto de nuevo en carreras de vehículos históricos, probando nuevamente poder ser competitivo. Esto fue posible cuando la compañía de neumáticos Avon firmó un acuerdo para fabricar los neumáticos de 10 pulgadas a medida para Simon Bull, propietario del chasis número 6 (uno de los ejemplares del vehículo que aún se conservan). Entre 1999 y 2000, el resucitado P34 compitió en diferentes circuitos europeos como participante en el campeonato de Thorougbred Grand Prix (TGP) de la FIA. Conducido por Martin Stretton, el coche ganó el campeonato TGP en el 2000. El coche ha sido también visto en algunas ocasiones en el evento "Goodwood Festival of Speed".

## En la cultura popular

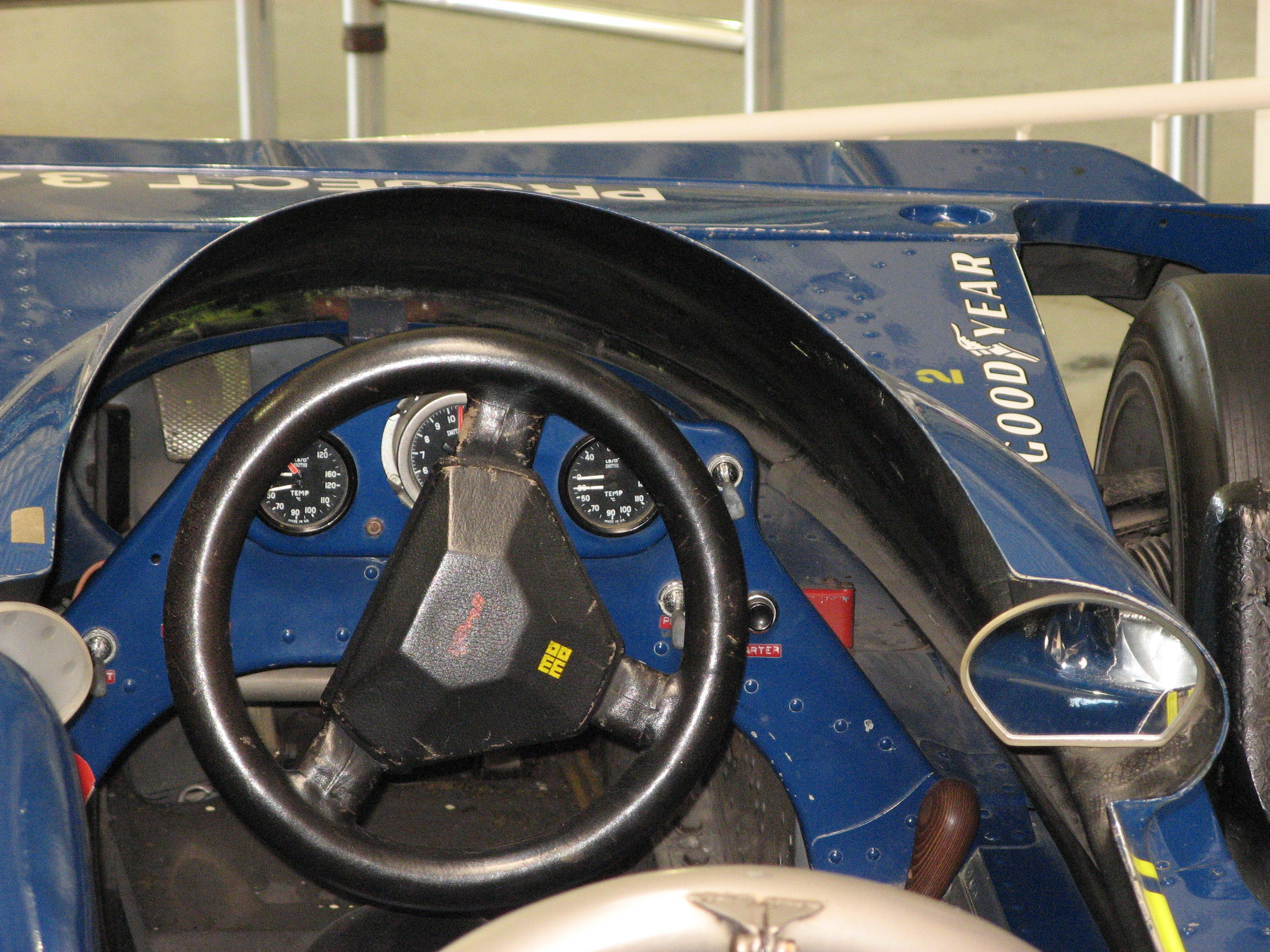
La cabina del P34.

A pesar del escaso tiempo que estuvo en competición, el P34 se ha mantenido vivo en la memoria popular gracias a diferentes réplicas en maquetas editadas por diferentes compañías. La empresa Corgi vendió un modelo a escala que fue un éxito de ventas a finales de los 70. Con posterioridad, Tamiya tomó el relevo en la venta del referido modelo a escala.
Vehículos inspirados en el P34 han aparecido igualmente en tres series de anime japonesas. El primero de ellos, se pudo ver en una carrera de F1 del primer episodio de la serie "Moldiver". Posteriormente, en la serie "Arrow Emblem Hawk of the Grand Prix", el diseño del "Todoroko Special", el cual juega un papel protagonista, está claramente inspirado por las formas del P34. Por último, un coche de las series Indy con una línea basada en el diseño del monoplaza de Tyrrell, se pudo ver siendo conducido por Lupin III en un episodio de la serie del mismo nombre concretamente el episodio 34 La Gran Carrera de Mónaco. 
Podemos ver al P34 en acción disputando una carrera en el video de la canción "Faster" de George Harrison, donde también aparece el cantante como ayudante de pista.
El prototipo del famoso Covini C6W, uno de los primeros automóviles de 6 ruedas producidos en serie, fue inspirado por este monoplaza.

### Serie animada de los Transformers: Generación 1 (1984-1987)
Curiosamente, el P34 de la escudería Tyrrell sirvió de modo vehículo para un transformer de la serie animada Transformers: Generación 1, el cual sirvió como uno de los vehículos en el bando de los Decepticons, el cual fue bautizado como Dragstrip, formando parte de los llamados Stunticons, y a su vez formando como el Brazo derecho de Menasor.

### Serie animada de Lupin III: 2atemporada (1977)
También sale en la serie animada Lupin III-2a temp. Ep. 34 titulado "El Gran Premio de Mónaco", donde Lupin conduce este modelo en la mencionada carrera de Fórmula 1.

### Serie animada de Arrow Emblem Grand Prix no taka (1977)
El auto de carreras del protagonista de la serie Arrow Emblem Grand Prix no taka está inspirado en el P34.

### Phineas y Ferb (2007-2015)
En el episodio 216 (temporada 4) el  Dr. Doofenshmirtz crea un monoplaza que recuerda al P34.

## Otros monoplazas de seis ruedas en Fórmula 1
A pesar de que el Tyrrell P34 es el más conocido monoplaza de seis ruedas de la F1, este no ha sido el único construido basado en este diseño radical. Las escuderías March Engineering y Williams construyeron chasis experimentales de seis ruedas. Sin embargo, a pesar de innumerables pruebas, ni el March 2-4-0 o el Williams FW08B llegaron a disputar una carrera. La escudería Ferrari también construyó un F1 experimental de seis ruedas, el Ferrari 312T6 el cual, a diferencia del March y el Williams, montaba cuatro ruedas traseras en un solo eje. Pero al igual que los monoplazas de Williams y March, el Ferrari nunca compitió. El motivo por el cual ninguno de estos vehículos tomo parte en una carrera, y de la desaparición de los coches de seis ruedas en general; es el resultado de la reorganización de las normas de competición en la temporada de 1983, en la cual se prohibió competir a los monoplazas con tracción a las cuatro ruedas. Posteriormente, las normas de la Fórmula 1 dictaminaron como cuatro el número máximo de ruedas permitidas en un monoplaza.